# 孫瑋
孫瑋（1553年—1624年），字純玉，一字以貞，號藍石（蘭石），陝西西安府渭南縣人，軍籍，明朝政治人物。

## 生平
萬曆元年（1573年）癸酉科陝西鄉試第三十一名，萬曆五年（1577年）丁丑科會試第二百七名，登三甲第一百二十三名進士。万历十年，以行人选授兵科给事中，二十年由兵部主事升尚宝司司丞，明年升本司少卿，歷光禄寺少卿、太仆寺少卿、光禄寺卿、顺天府府尹，二十九年升太常寺卿，三十年四月升为都察院右副都御史、巡抚保定等府提督紫荆等关。三十六年八月升为都察院右都御史兼户部右侍郎总督仓场，三十九年十一月升户部尚书，照旧总督。四十一年入为都察院左都御史，八月二十五疏乞休，不允，遂辞官径归。
天启元年（1621年）起南京吏部尚书，二年八月转北刑部尚書，三年闰十月改任吏部尚書，管都察院左都御史事，加太子太保，四年八月卒官，贈太保。魏忠贤用事，斥为东林党人，矫㫖追奪誥命，革去恩蔭。崇祯初复原官，諡庄毅。

## 家族
曾祖孫景陽，贈順天府尹，累赠吏部尚書；祖父孫爵，贈順天府尹，累贈吏部尚書；父孫一誠，曾任指揮，贈吏部尚書。母趙氏。具庆下。

## 延伸阅读
[在维基数据编辑]
 《明史卷二百四十一》，出自《明史》